# Giuseppe Vives
Giuseppe Vives (Afragola, 14 juli 1980) is een Italiaans voetballer die bij voorkeur als defensieve middenvelder speelt. Hij tekende in januari 2017 bij Pro Vercelli die uitkomen in de Serie B.

## Clubcarrière
Vives streek in 2006 neer bij Serie B-club US Lecce, nadat hij eerder uitkwam voor diverse clubs uit lagere afdelingen. In 2008 promoveerde hij met Lecce naar de Serie A. Op 31 augustus 2008 debuteerde de verdedigende ingestelde middenvelder op het hoogste niveau tegen Torino. Zijn eerste doelpunt in de Serie A maakte hij op 28 januari 2009 in de uitwedstrijd tegen Chievo Verona. In 2011 werd Vives verkocht aan Torino, waarmee hij in zijn eerste seizoen meteen promotie afdwong naar de Serie A. Tijdens het seizoen 2014/15 maakte hij zijn Europees debuut. Vives speelde zeven wedstrijden in de UEFA Europa League.

## Erelijst
| Kampioen Serie B | 1x | 2009/10 |